# Scopula fluidaria
Scopula fluidaria är en fjärilsart som beskrevs av Swinhoe 1886. Scopula fluidaria ingår i släktet Scopula och familjen mätare. Inga underarter finns listade.